# Калибр (инструмент)
Калибр (фр. calibre, calibre à limites) — средство контроля, контактирующее с элементом изделия по поверхности, линиям или точкам. Калибр имеет геометрические параметры, воспроизводящие элементы изделия с заданными предельными размерами. Размеры калибров могут задаваться без всякой связи с единицей измерения. Существуют трёхмерные калибры со сложной геометрической конфигурацией.

## Прикладная метрология
В производствах, к которым предъявляются высокие метрологические требования, широко используются разнообразные калибры, предназначенные для проверки взаимного расположения частей изделия, его формы и размеров. Во многих случаях калибры могут рассматриваться в качестве одноэлементной шкалы, например — эталонное зубчатое колесо.

## Виды
Калибры бывают предельными и нормальными.
Нормальный калибр (шаблон) применяется для проверки сложных профилей.
Предельный калибр имеет проходную и непроходную стороны (верхнее и нижнее отклонение номинального размера), что позволяет контролировать размер в поле допуска. Предельные калибры применяются для измерения цилиндрических, конусных, резьбовых и шлицевых поверхностей. При конструировании предельных калибров должен выполняться принцип Тейлора, согласно которому проходной калибр является прототипом сопрягаемой детали и контролирует размер по всей длине соединения с учетом погрешностей формы. Непроходной калибр должен контролировать только собственно размер детали и поэтому имеет малую длину для устранения влияния погрешностей формы.
Виды предельных калибров: калибр-скоба, калибр-пробка, резьбовой калибр-пробка, резьбовой калибр-кольцо и т. д.

### Регулируемые калибры
Занимают промежуточное положение между микрометром и предельным калибром. Имеют узкий диапазон регулирования и невысокую точность, настраиваются на предельные размеры.